# Mambrilla de Castrejón (kommunhuvudort)
Mambrilla de Castrejón är en kommunhuvudort i Spanien.   Den ligger i provinsen Provincia de Burgos och regionen Kastilien och Leon, i den centrala delen av landet, 140 km norr om huvudstaden Madrid. Mambrilla de Castrejón ligger 828 meter över havet och antalet invånare är 133.
Terrängen runt Mambrilla de Castrejón är platt åt nordost, men åt sydväst är den kuperad. Runt Mambrilla de Castrejón är det glesbefolkat, med 11 invånare per kvadratkilometer. Närmaste större samhälle är Peñafiel, 12,9 km sydväst om Mambrilla de Castrejón. Trakten runt Mambrilla de Castrejón består till största delen av jordbruksmark.